# Lygia Fagundes Telles
Lygia de Azevedo Fagundes Telles (São Paulo, 19 de abril de 1918-São Paulo, 3 de abril de 2022) fue una escritora brasileña, galardonada con el Premio Camões en 2005. Fue miembro de la Academia Paulista de Letras, desde 1982, y de la Academia de las Ciencias de Lisboa, desde 1987.

## Biografía
Fue la cuarta hija de Durval de Azevedo Fagundes y Maria do Rosário Silva Jardim de Moura, nacida en la calle Barão de Tatuí, São Paulo. En 1938, dos años después de la separación de sus padres, publicó su primer libro de cuentos, Porão e sobrado con la ayuda de su padre, firmado como Lygia Fagundes. En 1939 terminó su curso fundamental en el Instituto de Educação Caetano de Campos. En el año siguiente, ingresó en la Escuela Superior de Educação Física, también en São Paulo, al mismo tiempo que frecuentó un curso prejurídico, preparatorio para la Facultad de Derecho del Largo São Francisco.
En 1941 inició el curso de Derecho y comenzó a participar activamente en los debates literarios, donde conoció a Mário de Andrade, Oswald de Andrade y Paulo Emílio Sales Gomes, entre otros nombres de la escena literaria brasileña. Fue en la facultad donde conoció a la poeta que se convirtió en su mejor amiga, Hilda Hilst. Por aquel entonces entró a formar parte de la Academia de Letras da Faculdade y escribió en los periódicos Arcádia y A Balança. Al mismo tiempo, trabajó en el Departamento Agrícola do Estado de São Paulo para pagar sus estudios y su propia subsistencia. Fue también en 1941 cuando terminó el curso de Educación Física.
En 1944 publicó Praia Viva.
En 1950 se casó con el jurista Gofredo da Silva Teles Jr. (hijo de Gofredo da Silva Teles), que era su profesor en la Facultad de Derecho y diputado federal, por lo que se mudó a Río de Janeiro, donde se encontraba la Cámara Federal. En 1952, volvió a su ciudad natal, escribió su primera novela, Ciranda de Pedra, la que se convirtió más tarde en una telenovela, fue editada al año siguiente, después de la muerte de su madre.
En 1960 se separó de su esposo y, en el año siguiente, comenzó a trabajar como procuradora del Instituto de Previdência do Estado de São Paulo. En 1962 comenzó a vivir con Paulo Emílio Salles Gomes. Inspirada por el contexto político brasileño, escribió As Meninas.
En colaboración con Paulo Emílio, hizo una adaptación al cine de la novela de Joaquim Machado de Assis, Dom Casmurro, para el cineasta Paulo César Sarraceni, la adaptación adoptó como título el mote del personaje principal, Capitu.
En 1970 recibió el Gran Premio Internacional Femenino para Extranjeros, en Francia, por su libro de cuentos Antes do baile. En 1973, su novela As Meninas ganó los principales premios literarios brasileños: el Premio Coelho Neto, de la Academia Brasileña de Letras, el Premio Jabuti, de la Câmara Brasileira do Livro y el premio de Ficção de la Associação Paulista de Críticos de Arte. En 1977, fue galardonada por el Pen Club de Brasil en la categoría de cuentos, por su colección Seminário dos Ratos.
A consecuencia de la muerte de su compañero, Paulo Emilio Salles Gomes, asumió la presidencia de la Cinemateca Brasileira, fundada por este. En 1982 fue elegida para el sillón 28 de la Academia Paulista de Letras y, en 1985, por 32 votos a 7, fue elegida, el 24 de octubre, para ocupar el sillón 16 de la Academia Brasileña de Letras, en el lugar dejado por Pedro Calmon, tomando posesión el 12 de mayo de 1987.
En 1995, Emiliano Ribeiro presentó la película As Meninas, basada en la novela de la escritora. En 2001 volvió a recibir el Premio Jabuti, en la categoría de ficción, por su libro Invenção e Memória. En marzo de 2001 recibió el título de Doctora Honoris Causa por la Universidad de Brasilia.
El 13 de mayo de 2005 recibió el Premio Camões, distinguida por el jurado compuesto por Antônio Carlos Sussekind (Brasil), Iván Junqueira (Brasil), Agustina Bessa-Luís (Portugal), Vasco Graça Moura (Portugal), Germano de Almeida (Cabo Verde) y José Eduardo Agualusa (Angola).

## Obras

### Novelas
- Ciranda de Pedra, 1954.
- Verão no Aquário, 1964.
- As Meninas, 1973, Prêmio Jabuti.
- As Horas Nuas, 1989.

### Cuentos
- Porão e sobrado, 1938
- Praia viva, 1944
- O cacto vermelho, 1949
- Histórias do desencontro, 1958
- Histórias escolhidas, 1964.
- O Jardim Selvagem, 1965
- Antes do Baile Verde, 1970
- Seminário dos Ratos, 1977.
- Filhos pródigos, 1978, reeditado como A Estrutura da Bolha de Sabão, 1991.
- A Disciplina do Amor, 1980.
- Mistérios, 1981.
- Venha ver o pôr-do-sol e outros contos, 1991.
- A noite escura e mais eu, 1995.
- Oito contos de amor
- Invenção e Memória, 2000, Prêmio Jabuti
- Durante aquele estranho chá: perdidos e achados, 2002

### Antologías
- Seleta, 1971, organización, estudios y notas de Nelly Novaes Coelho.
- Lygia Fagundes Telles, 1980, organización de Leonardo Monteiro.
- Os melhores contos de Lygia F. Telles, 1984, selección de Eduardo Portella.
- Venha ver o pôr-do-sol, 1988, selección de los editores, Ática.
- A confissão de Leontina e fragmentos, 1996, selección de Maura Sardinha.
- Oito contos de amor, 1997, selección de Pedro Paulo de Sena Madureira.
- Pomba enamorada, 1999, selección de Léa Masima.

### Participaciones en antologías
- Gaby, 1964, novela, en Os sete pecados capitais, Civilização Brasileira.
- "Trilogia da confissão", 1968, Verde lagarto amarelo, Apenas um saxofone & Helga, en Os 18 melhores contos do Brasil, Bloch Editores.
- Missa do galo, 1977, en Missa do galo, variaciones sobre el mismo tema, Summus.
- O muro, 1978, en Lições de casa, ejercicios de imaginación, Cultura.
- As formigas, 1978, en O conto da mulher brasileira, Vertente.
- Pomba enamorada, 1979, en O papel do amor, Cultura.
- Negra jogada amarela, 1979, cuento infantil y juvenil, en Criança brinca, não brinca?, Cultura.
- As cerejas, 1993, en As cerejas, Atual.
- A caçada, 1994, en Contos brasileiros contemporâneos, Moderna.
- A estrutura da bolha de sabão & As cerejas, en O conto brasileiro contemporâneo, Cultrix.

### Crónicas publicadas en la prensa
- Não vou ceder. Até quando?. O Estado de São Paulo, 6 de enero de 1992
- Pindura com um anjo. Jornal da Tarde, 11 de agosto de 1996

### Traducciones y adaptaciones
Al alemán
- Filhos pródigos, 1983.
- As horas nuas, 1994.
- Missa do galo, 1994.

Al checo
- Antes do baile verde, s. d.

Al chino
- Ciranda de pedra, 1990.

Al español
- As meninas, 1973.
- As horas nuas, 1991.
- Ciranda de pedra, 1990.

Al francés
- Filhos pródigos, 1986.
- Antes do baile verde, 1989.
- As horas nuas, 1996.
- W. M., 1999.

Al inglés
- As meninas, 1982.
- Seminário dos ratos, 1986.
- Ciranda de pedra, 1986.

Al italiano
- As pérolas, 1961.
- As horas nuas, 1993.

Al polaco
- A chave, 1977.
- Ciranda de pedra, 1990.

Al ruso
- Antes do baile verde, s. d.

Al sueco
- As horas nuas, 1991.

Ediciones en Portugal
- Antes do baile verde, 1971.
- A disciplina do amor, 1980.
- A noite escura e mais eu, 1996.
- As meninas, s.d.

Adaptaciones al cine
- Capitu, en colaboración con Paulo Emílio Salles Gomes, 1993.
- As meninas, 1996.

Adaptación al teatro
- As meninas, 1988 y 1998.

Adaptaciones a la televisión
- O jardim selvagem, 1978, Caso especial, TV Globo.
- Ciranda de pedra, 1981, Novela, TV Globo.
- Era uma vez Valdete, 1993, Retratos de mulher, TV Globo.

## Premios
- Premio del Instituto Nacional do Livro, 1958.
- Premio Guimarães Rosa, 1972.
- Premio Coelho Neto, de la Academia Brasileña de Letras, 1973.
- Premio Pedro Nava, de mejor libro del año 1989.
- Mejor libro de cuentos, Biblioteca Nacional.
- Premio APLUB de Literatura.